# Luka (Nevesinje)
Pour les articles homonymes, voir Luka.
Luka (en serbe cyrillique : Лука) est un village de Bosnie-Herzégovine. Il est situé dans la municipalité de Nevesinje et dans la république serbe de Bosnie. Selon les premiers résultats du recensement bosnien de 2013, il compte 68 habitants.

## Démographie

### Évolution historique de la population dans la localité
| 1948 | 1953 | 1961 | 1971 | 1981 | 1991 | 2013 |
| ---- | ---- | ---- | ---- | ---- | ---- | ---- |
| -    | -    | 344  | 312  | 262  | 194, | 68   |

|  |

### Communauté locale
En 1991, la communauté locale de Luka comptait 731 habitants, répartis de la manière suivante :